# فقدان الوعي
فقدان الوعي أو غياب الوعي هي حالة تحدث عند فقدان القدرة على الحفاظ على الوعي الذاتي والبيئي، ويتمثل في عدم القدرة على الاستجابة مع الناس أو الإشعارات البيئية الأخرى.
قد يحدث فقدان الوعي نتيجة لإصابات في الدماغ، أو نقص الأكسجين في المخ (على سبيل المثال، بسبب الاحتشاء أو السكتة القلبية)، أو التسمم الحاد مع العقاقير التي تخفض من نشاط الجهاز العصبي المركزي (على سبيل المثال، الكحول وغيرها من العقاقير المنومة أو المهدئة) ، والتعب الشديد، والتخدير، وغيرها من الأسباب.